# Quoich River
Quoich River är ett vattendrag i Kanada.   Det ligger i territoriet Nunavut, i den östra delen av landet, 2 300 km nordväst om huvudstaden Ottawa.
Trakten runt Quoich River är nära nog obefolkad, med mindre än två invånare per kvadratkilometer.